# Newtontoppen
Le Newtontoppen, du norvégien signifiant en français « pic Newton », est une montagne de Norvège, constituant le point culminant du massif de Chydeniusfjella, du Svalbard et de Spitzberg, sa plus grande île, avec 1 713 mètres d'altitude.